# Cartago (municipi)
|  | Per a altres significats, vegeu «Cartago (desambiguació)». |

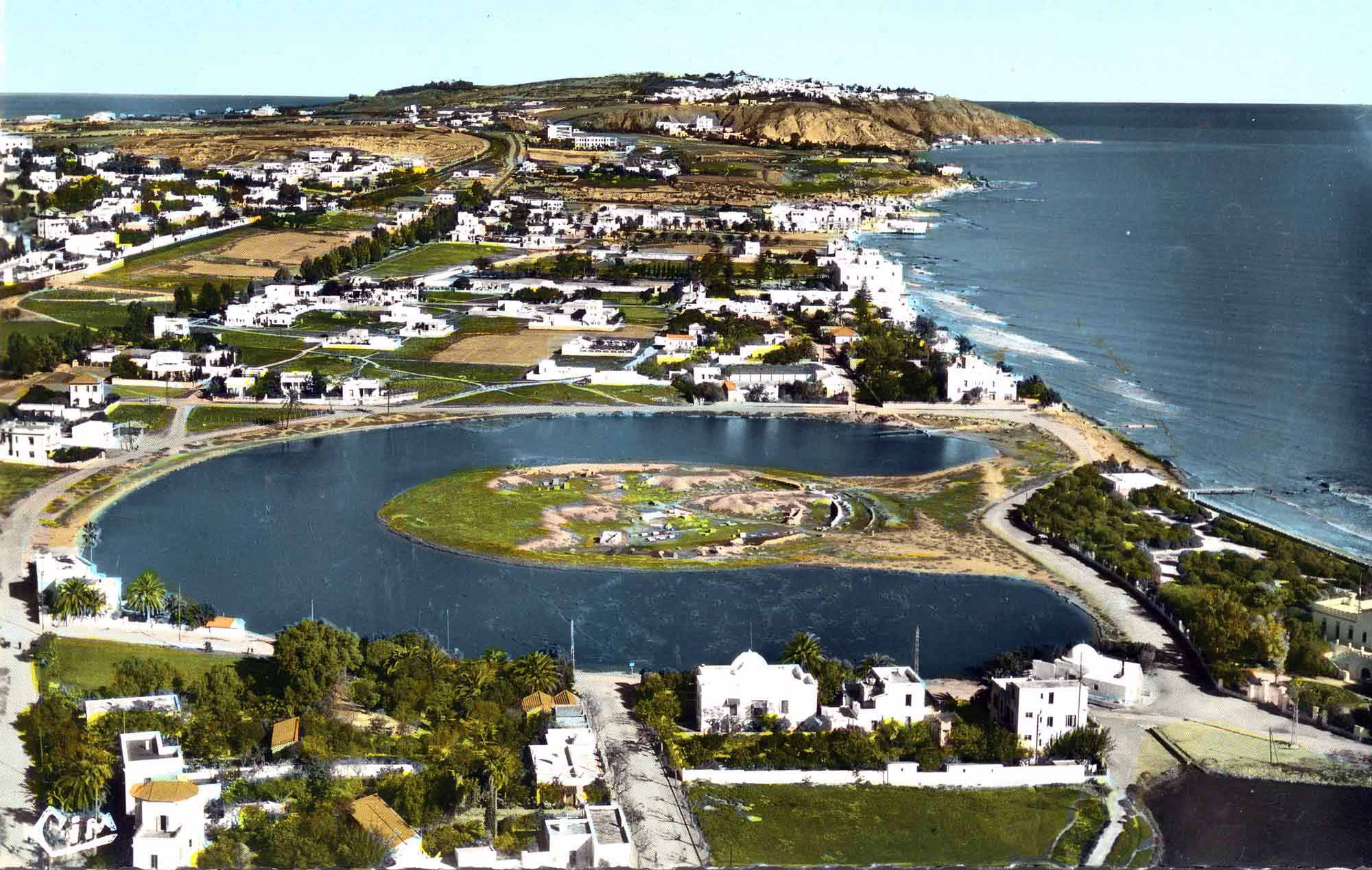
Els ports púnics de Cartago

Cartago (àrab: قرطاج, Qartāj; francès: Carthage) és una ciutat de Tunísia, dins la governació de Tunis, situada uns 10 km al nord-est de Tunis. Té 17.010 habitants segons el cens del 2014. És capçalera de la delegació homònima. La nova ciutat va ser fundada sobre les ruïnes de l'antiga ciutat de Cartago, ciutat púnica capital de l'Imperi Cartaginès fins a l'any 146 aC, i després important ciutat romana. Està situada en una península compresa entre el golf i el llac de Tunísia. Els edificis principals de Cartago són el Palau Presidencial (que no es pot fotografiar legalment), la moderna mesquita El Abidine (2003), la catedral de Sant Lluís de Cartago (1884/1890) al turó de Birsa, diverses ambaixades i el Museu Nacional. Hi ha en construcció un parc arqueològic i una gran mesquita. Les mesquites existents són la de Birsa, la d'Anníbal, la de Mohamed Ali i la de Yasmina. El cementiri principal és el de Sidi Taïta i n'hi ha un altre al barri de Mohamed Ali; hi ha també dos cementiris cristians i un cementiri militar americà. L'aeroport Internacional de Tunis, que rep el nom d'Aeroport Internacional de Tunis-Cartago, no es troba pas dins la ciutat ni a la delegació, sinó que és uns 6 km a l'oest. La ciutat va rebre el nom dels colons fenicis, que l'anomenaren Kart-Hadasht o Qrthdst, que vol dir 'Ciutat Nova'. El municipi actual fou creat per decret el 15 de juny de 1919, i el 25 d'octubre de 1983 se'n va separar el municipi de Cartago. Les ruïnes de Cartago foren declarades Patrimoni de la Humanitat per la UNESCO el 1979.

## Història

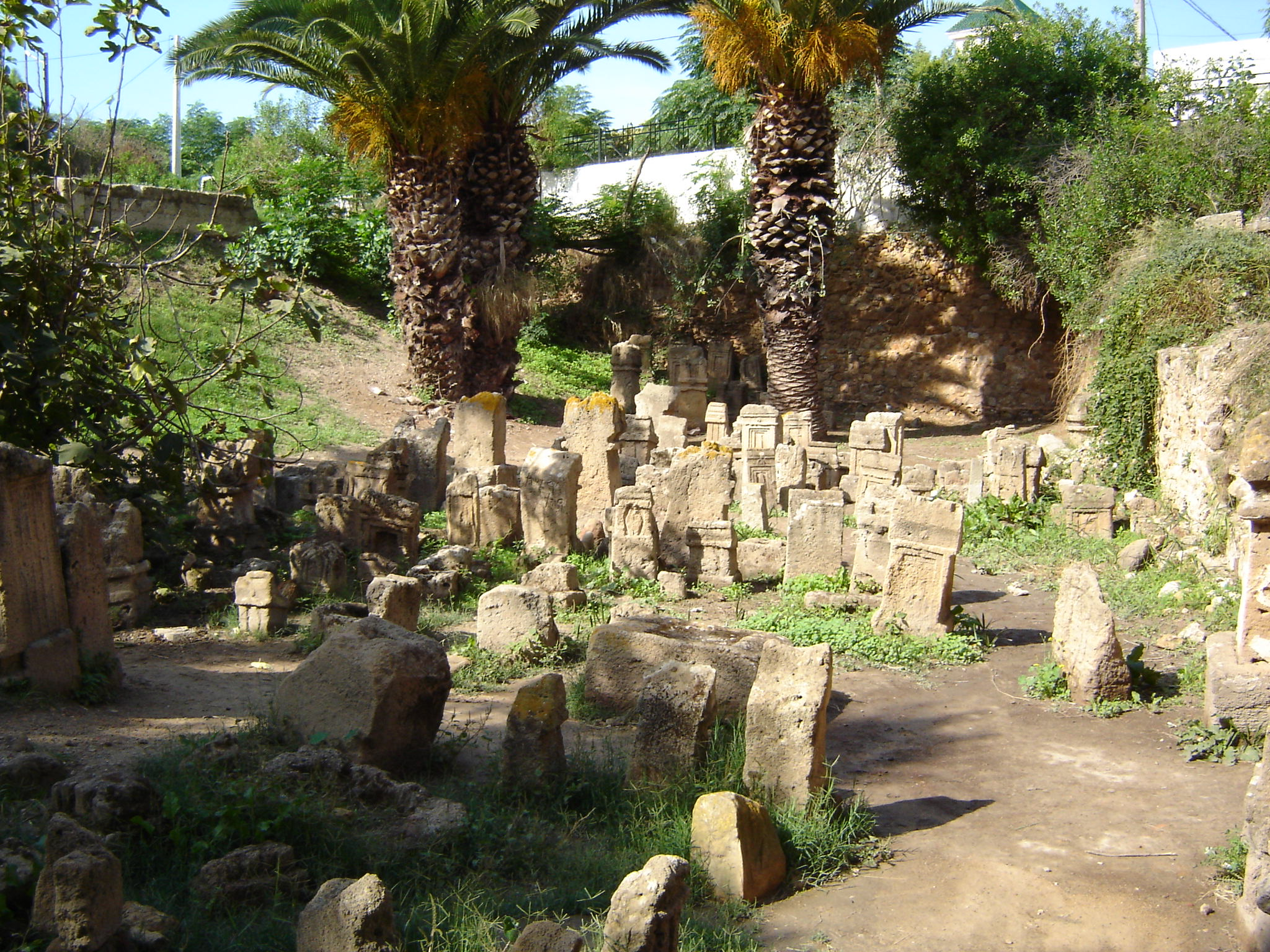
Esteles funeràries al santuari púnic del Tofet de Salambó

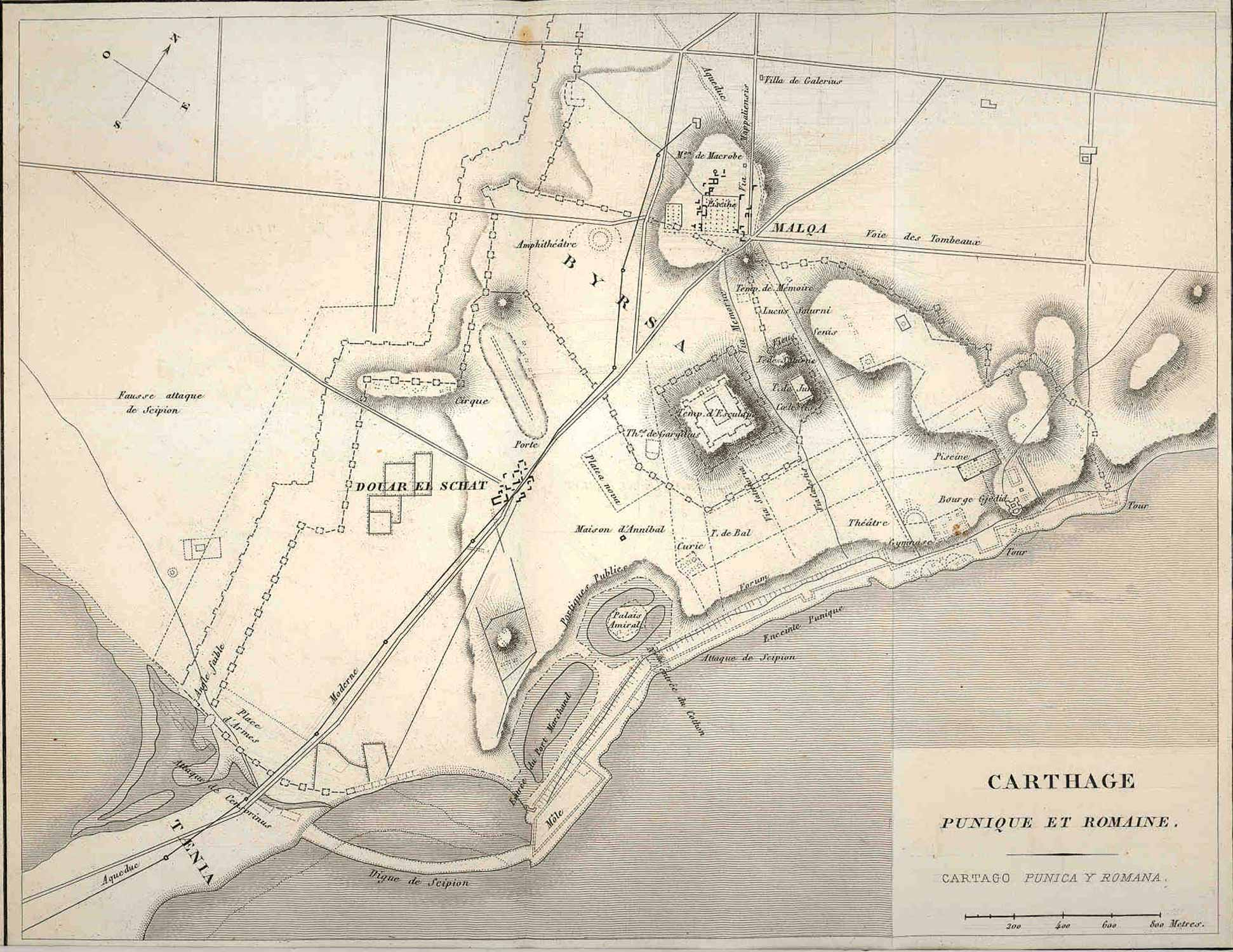
Mapa del 1844 que mostra la Cartago púnica i romana.

Originàriament Cartago va ser una colònia fenícia, fundada, segons Plini, l'any 813 aC per la llegendària Dido o Elisa, que havia fugit de Tir. La ciutat es va establir mitjançant la compra de territoris als nadius, pels quals es va pagar un tribut durant segles. Va col·laborar estretament amb la colònia fenícia d'Útica, fundada 287 anys abans. Segons la llegenda, la seva creixent prosperitat va provocar l'atac de Hiarbes, rei dels númides, que va oferir a Dido, la fundadora i germana del rei Pigmalió de Tir, o bé casar-se amb ell, o la guerra, i ella, fidel al seu espòs, es va suïcidar.
N'ha estat discutida la data de fundació, ja que les troballes arqueològiques més antigues són, com a màxim, del segle viii aC. De l'època cartaginesa no es coneixen vestigis de la ciutat, arrasada pels romans el 146 aC, a la fi de la Tercera Guerra Púnica, després d'un setge desesperat i famós. En resten, però, l'estructura del port, un santuari anomenat arbitràriament de Salambó, dedicat a Tanit i a Baal-Hammon, i un gran conjunt de necròpolis.
Aquest cementiri, malgrat que forma una gran unitat, és citat a la bibliografia amb diversos noms, segons els sectors. La part més antiga, dels segles VII-VI aC, correspon a les zones anomenades de Dermech i Douimes. Segueixen Ancona, del segle v aC, Ard el Kheraib i Dar el Morali, del segle iv aC, mentre que l'època final es troba representada sobretot a les zones de Santa Mònica i l'Odèon.
Els objectes trobats a la necròpoli són la base essencial per al coneixement de la cultura material de la ciutat durant l'època púnica i actualment es conserven sobretot al Museu del Bardo, a la ciutat de Tunis.
La zona alta es desplegava partint del turó de Birsa, on es trobava la inexpugnable fortalesa del mateix nom i el temple de Eshmún. En els vessants del turó hi havia les grans residències de l'aristocràcia cartaginesa. Es van descobrir restes de cases recobertes per les cendres de l'incendi de la seva destrucció, l'any 146 aC posseïen característiques molt similars a les hel·lenístiques, sent un recinte amb carrers concèntrics. Al barri Magón s'observa una operació a gran escala d'una remodelació urbanística del segle iii aC, amb l'aprofitament de l'espai que ocupava l'antiga porta de la muralla, del segle v, per construir habitatges de luxe. El barri de Salambó era el centre polític i econòmic de la ciutat, estava unit al port comercial per tres avingudes descendents, i en ell es trobava el fòrum principal i l'àgora, on es practicava un intens comerç. Probablement, el Senat de Cartago es reunia per prendre decisions en algun edifici d'aquest barri. Prop del fòrum s'alçava el temple de Tofet, on s'han descobert milers de deixants i d'urnes que contenien esquelets de nens calcinats, així com una capella del segle viii aC Altres temples importants eren aquells dedicats a Melqart, a Shadrapa, Sakon o Sid. Era la part de la ciutat més propera al mar, on hi havia el port comercial i el militar. Estava dotada amb magatzems suficients per albergar les mercaderies comercials i per cases de la classe baixa. Dins de l'àrea defensada per les muralles, al nord-oest de la ciutat, es trobava l'ampli suburbi de Mègara, ocupat per cases rurals, camps de cultiu i jardins.

### Fundació

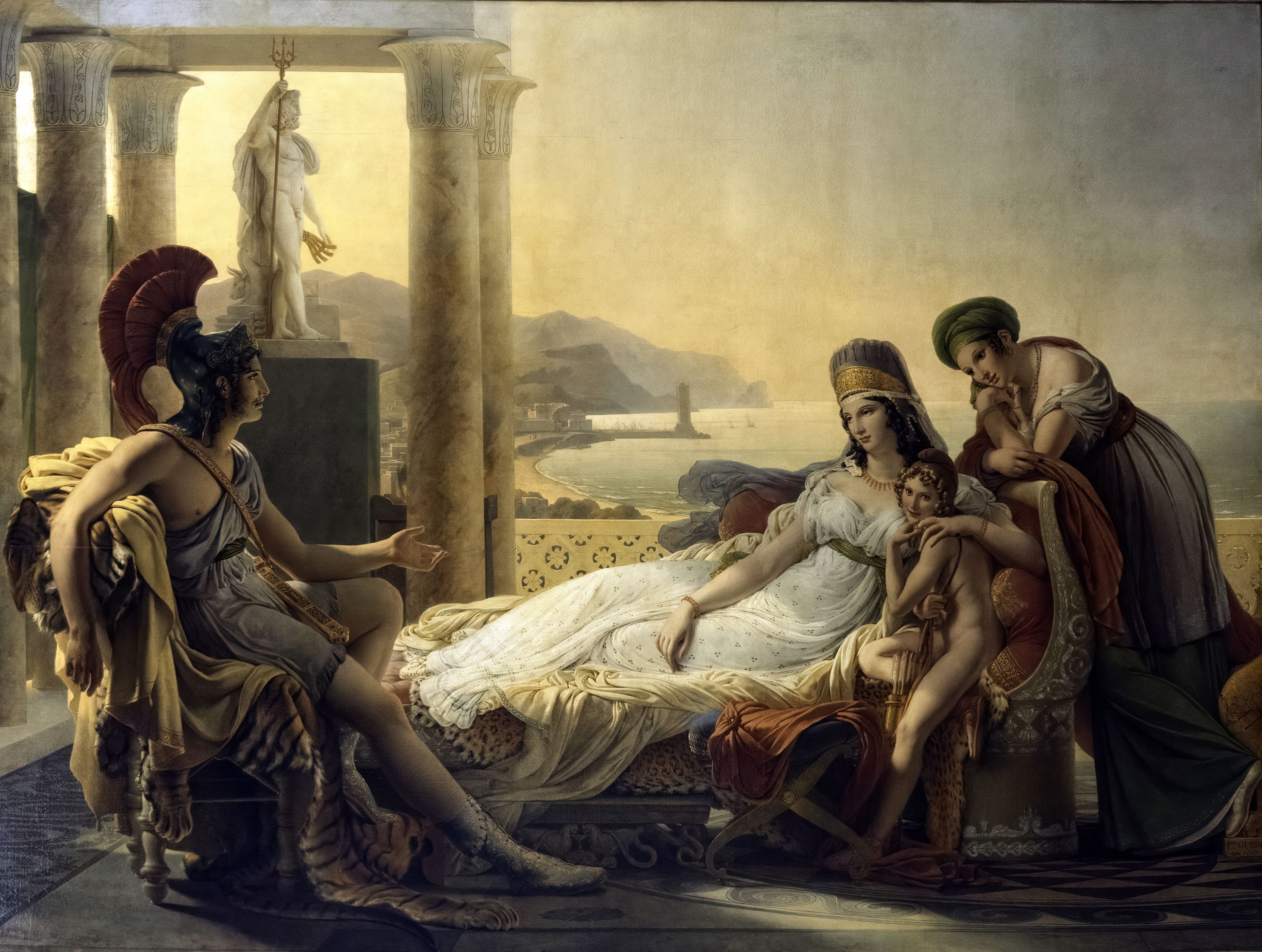
Enees explicant a Dido les desgràcies de Troia, Pierre-Narcisse Guérin (1815), París, Louvre.

Segons la llegenda, que ha estat adulterada per alguns escriptors clàssics llatins, Cartago va ser fundada l'any 810 aC per la princesa Dido, germana de Pigmalió, rei de Tir. Aquest, que ambicionava el tresor de Siqueu, espòs de Dido, la va obligar a revelar-li la ubicació d'aquestes riqueses. Dido va enganyar a Pigmalió indicant-li un fals lloc i aquest primer va assassinar Siqueu i després va buscar la fortuna, mentre Dido el desenterrava i fugia amb el tresor i els seus seguidors. Va embarcar i va navegar fins a arribar a la regió habitada pels libis, on va sol·licitar al rei local terres per fundar una ciutat però, poc inclinat a la intrusió, només li va concedir el terreny ocupat per una pell de brau. Dido, dona enginyosa, va tallar la pell en finíssimes tires i així va delimitar una gran extensió i va fer construir una fortalesa anomenada Birsa, que més tard es va convertir en la ciutat de Cartago.
Quan Troia va caure en poder dels aqueus, Afrodita va dir al seu fill Enees, un dels cabdills de l'exèrcit troià, que fugís de la ciutat i no morís com un bon troià perquè Troia ja no existia i per a ell s'havia reservat un altre futur. Després de diverses escales, va arribar a Cartago, on la reina Dido es va enamorar bojament d'ell. Hi van romandre llarg temps junts. Però Enees va rebre de  Júpiter la missió de fundar un nou poble; per tant, havia de partir al seu destí. La nit que Enees va embarcar amb la seva gent, Dido va córrer a convèncer-lo perquè no partís, sense que Enees mostrés el més mínim dubte sobre la seva marxa. Dido, després de veure'l partir, va ordenar aixecar una gegantina pira on va manar cremar totes les pertinences d'Enees. A l'alba va pujar a la pira i, després de condemnar a Enees i a tots els seus descendents, va enfonsar al pit l'espasa d'Enees i es va llançar al foc. Segons la tradició, Ròmul i Rem són descendents d'Enees per mitjà de la seva mare, Rea Sílvia, sent Enees el progenitor del poble romà. En la seva mort, Dido va condemnar no només al seu amant, sinó a tots els romans. (Vegeu l'Eneida de Virgili)
| « | I vosaltres, oh, tiris!, dirigiu els vostres odis en el seu fill i en tot el seu futur llinatge … Mai hagi amistat, mai hagi aliança entre els dos pobles … platja contra platja, onades contra onades, armes contra armes, i que lidin també fins als seus últims descendents!. | » |

### Imperi cartaginès

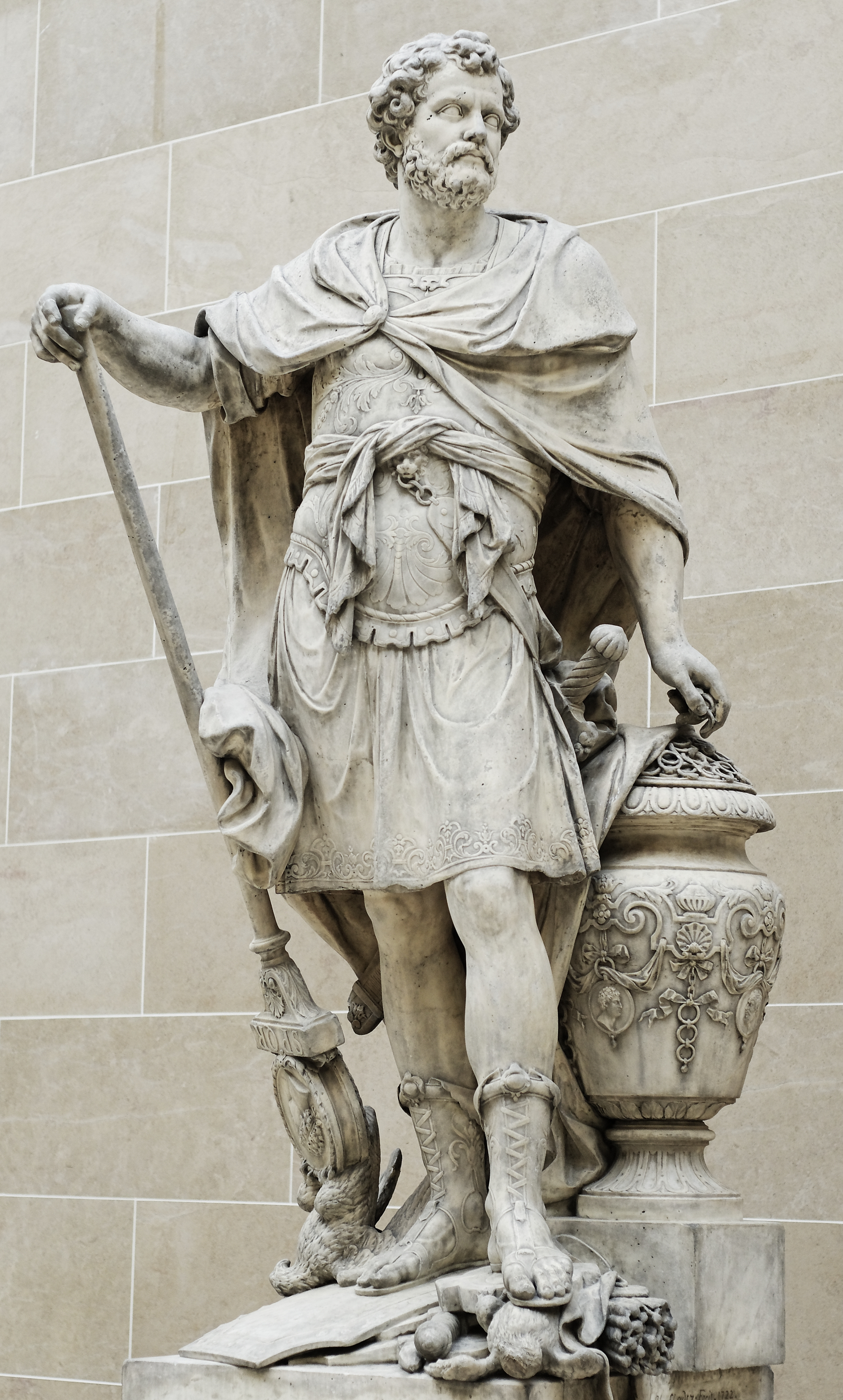
Aníbal Barca, general, aristòcrata i senador cartaginès.

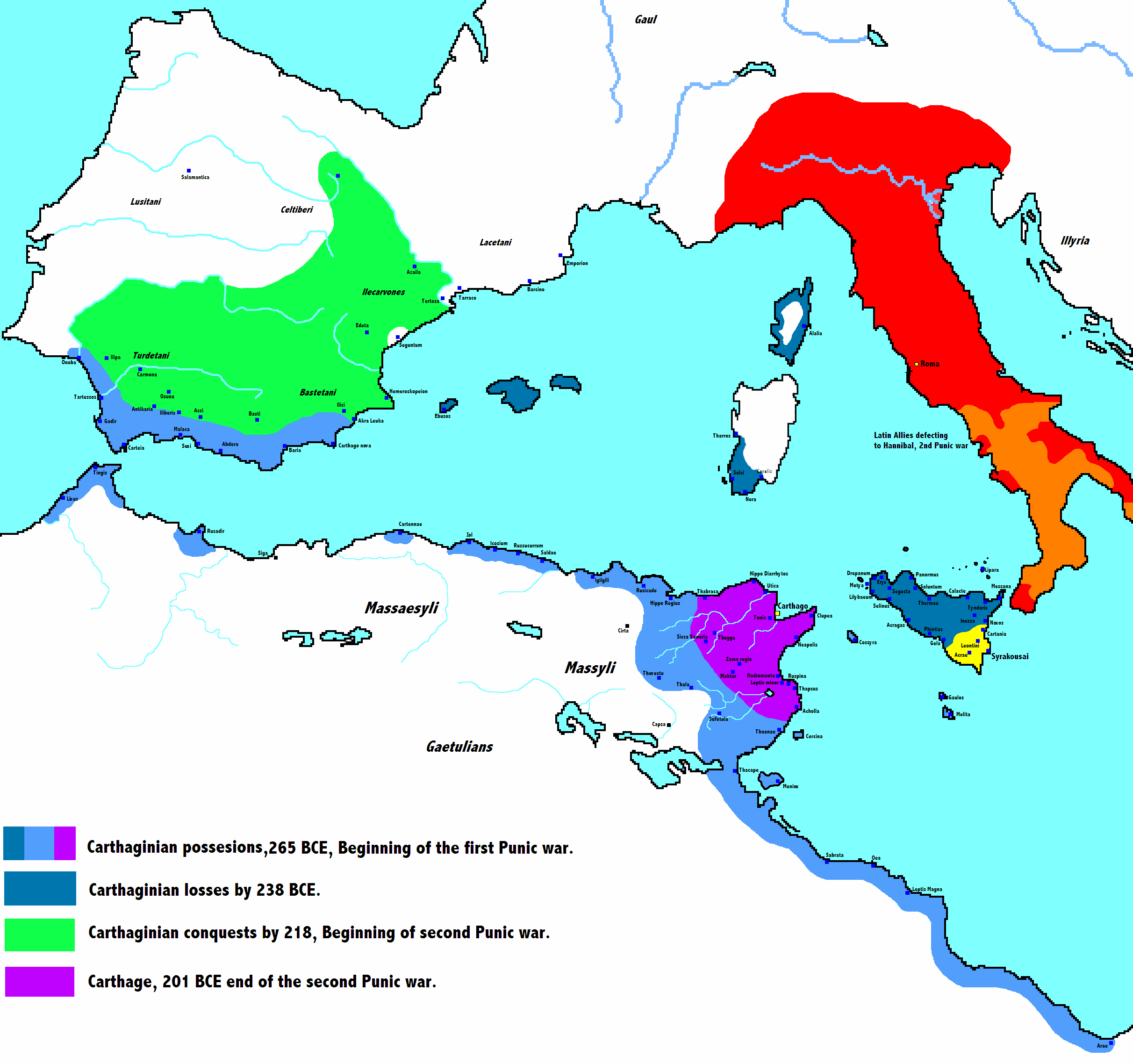
Imperi cartaginès.

Zones d'influència de Cartago i Roma abans de la Segona Guerra Púnica.

La ciutat de Cartago va desenvolupar un gran Estat sota el seu poder. En els seus inicis, el territori cartaginès comprenia només la ciutat i una petita àrea d'uns 50 km². Al segle vi aC els cartaginesos van anar ocupant un territori entre 30.000 i 50.000 km², que va constituir la base de l'imperi cartaginès. Partint d'aquesta àrea, que se sol denominar metropolitana, es van expandir per crear entre els segles V i III aC un imperi mercantil marítim, aprofitant les factories i ciutats existents fundades pels fenicis, o establint altres noves, a Hispània, Sicília, Sardenya, Illa d'Eivissa i al nord d'Àfrica, consolidant a més el seu poder sobre Numídia i Mauritània. En el seu apogeu va ser la primera potència econòmica i militar a la Mediterrània occidental. La República Cartaginesa es va enfrontar a la República Romana per l'hegemonia, sent derrotada el 149 aC en la Tercera Guerra Púnica, el que va comportar la desaparició de l'estat cartaginès, la destrucció de la ciutat de Cartago i l'esclavatge dels supervivents.
Si bé el territori controlat per Cartago va ser ampli, amb nombrosos vassalls i associats, la zona pròpiament colonitzada per Cartago mai no va arribar a ser molt extensa. L'estat es dividia entre ciutats aliades o sòcies com Útica, els territoris autònoms i l'imperi pròpiament dit de Cartago que, segons ells mateixos, comptava amb unes 300 ciutats a l'època de la Primera Guerra Púnica. La zona més rica i poblada era l'anomenada zona metropolitana; aquesta al seu torn es dividia en 7 circumscripcions anomenades pagi. Més enllà del territori proper a Cartago es trobava la Gran Sirte, un ric territori costaner a Líbia-Tunísia.
Inicialment va ser governat per una oligarquia de riques famílies, en forma de monarquia als segles VI-IV aC coincidint amb la caiguda de Tir davant Babilònia l'any 580 aC Possiblement per cert buit de poder, es va consolidar un sistema de govern centrat en dues persones anomenats sufetes. Caracteritzat per la instauració de grans famílies encastellades en el poder per molt temps, a causa de les qualitats dels seus individus i les seves grans riqueses. El poder dels sufetes denominats reis per alguns escriptors grecs i llatins no era absolut, solien exercir de jutges i àrbitres, ja que existien altres institucions com el Senat amb el qual havien de compartir les seves decisions. El Senat va ser creat durant el segle v aC i la seva funció era assessorar els sufetes en qüestions de política i economia, però la seva organització ens és desconeguda. Segons Heeren, era molt nombrós i es dividia durant l'etapa monàrquica en l'Assemblea (simkletos), i el Consell privat, la Gerusía, compost dels notables de l'Assemblea. Segons Theodor Mommsen, el govern havia pertangut primerament al Consell dels Ancians o Senat, compost, com la Gerusía d'Esparta, de dos reis que el poble designava en l'assemblea i de 24 gerusiastes probablement nomenats pels mateixos reis i amb caràcter anual. Es coneix l'existència de reis que van dirigir les tropes en les guerres de Sicília durant els segles VI i V aC pertanyents a la dinastia dels Magònides. En el 480 aC, després de la mort d'Amílcar I, derrotat pels grecs en la Batalla de Himera, les grans famílies van perdre gran part del seu poder en mans del Senat, creant-se el Consell dels Cent per un moviment social que va donar lloc a un major control dels sufetes.
La Guerra dels mercenaris va ser una revolta dels exèrcits de mercenaris al servei de Cartago durant i al final la Primera Guerra Púnica, i que va comptar amb el suport d'assentaments a Líbia descontents amb el control cartaginès.
La república cartaginesa era governada per diversos òrgans públics, però reservats a l'aristocràcia, el més bàsic era l'assemblea de ciutadans (συγκλητος), constituïda per diversos centenars d'individus pertanyents a les famílies més acabalades i influents de la Cartago. L'assemblea nomenava lliurement a la major part dels càrrecs de la ciutat, com el Consell d'Ancians o Senat dels Cent (γερουσια), grup de cent aristòcrates format de manera vitalícia, conegut des del segle iv aC. Estaven encarregats de funcions judicials i de la supervisió dels funcionaris. Finalment, l'Assemblea de Ciutadans s'encarregava de l'elecció dels sufetes, dels grans sacerdots i dels generals. Els sufetes i els summes sacerdots eren membres nats del Senat Cartaginès, arribant així a la xifra de 104 membres. El senat també dirigia tots els processos de l'Assemblea, o les Pentarquies, grups de cinc individus que s'ocupaven dels departaments estatals i cobrien vacants en el Senat. El Senat era l'òrgan més poderós, compost íntegrament per la més influent aristocràcia. Els sufetes eren dos magistrats triats anualment entre les famílies aristocràtiques. Les seves comeses eren essencialment civils, la convocatòria del Consell i de l'Assemblea i funcions judicials superiors.
La constitució cartaginesa, com totes aquelles la base de la qual és alhora aristocràtica i republicana, s'inclina tan aviat del costat de la demagògia com del de l'oligarquia. El Consell dels Cent és conegut des del segle iv aC. Al costat d'aquest consell existia una comissió permanent de 30 individus. Era un sistema oligàrquic, controlat per les elits urbanes, grans propietàries de terres o vinculades al comerç. Les tensions eren les pròpies de la competència pel poder entre individus o grups aristocràtics, i es veurien augmentades amb l'expansió des del segle vi aC, i especialment amb la rivalitat amb Roma. Els conflictes bèl·lics en concret van afavorir l'aparició de cabdills militars i famílies concretes, capaços d'actuar amb certa independència. Les diverses opcions polítiques i comercials amb què es va enfrontar l'Estat cartaginès al llarg del segle iii aC, com potenciar l'expansió a l'Àfrica o buscar nous mercats, també van provocar divergències entre les faccions de l'oligarquia, terratinents i comerciants, disputes a les quals probablement es van veure arrossegades les classes inferiors urbanes de comerciants i artesans.

### Cartago romana

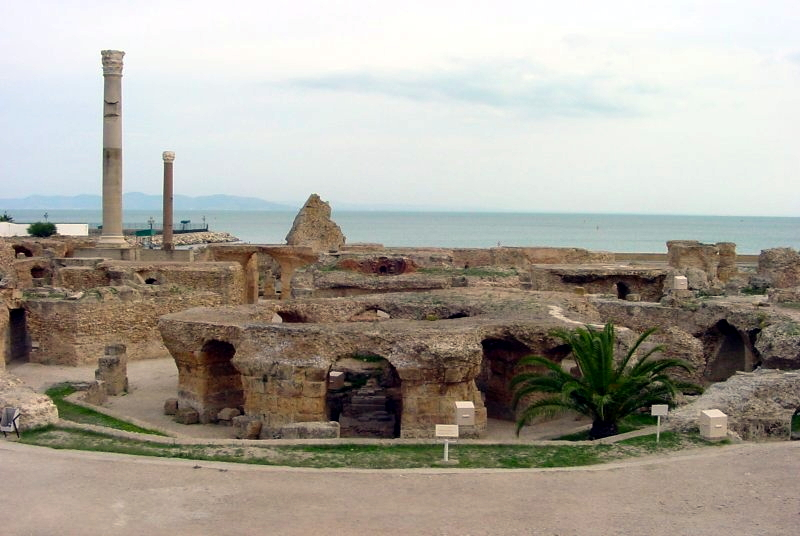
Ruïnes de les termes d'Antoní.

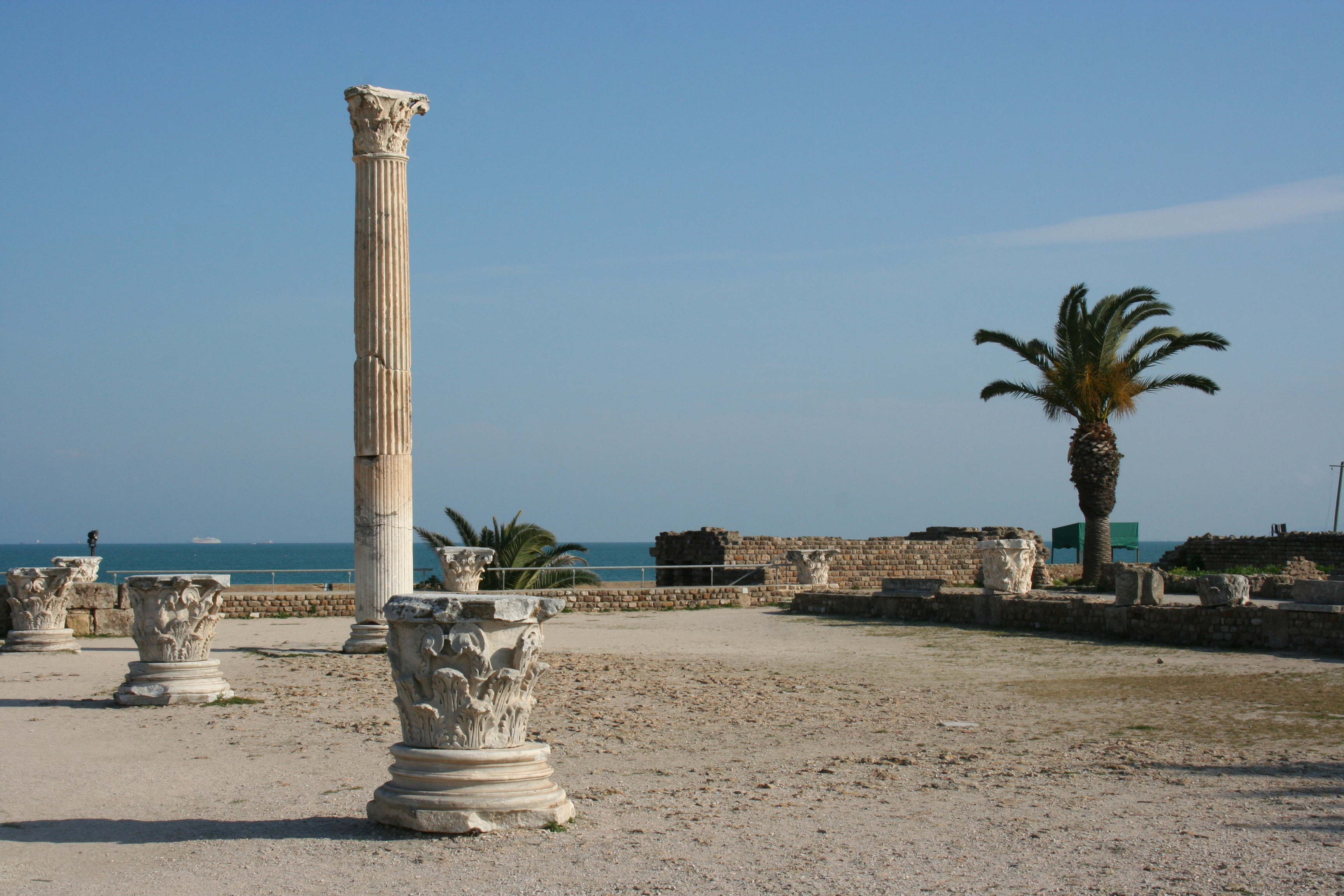
Ruïnes de les termes d'Antoní.

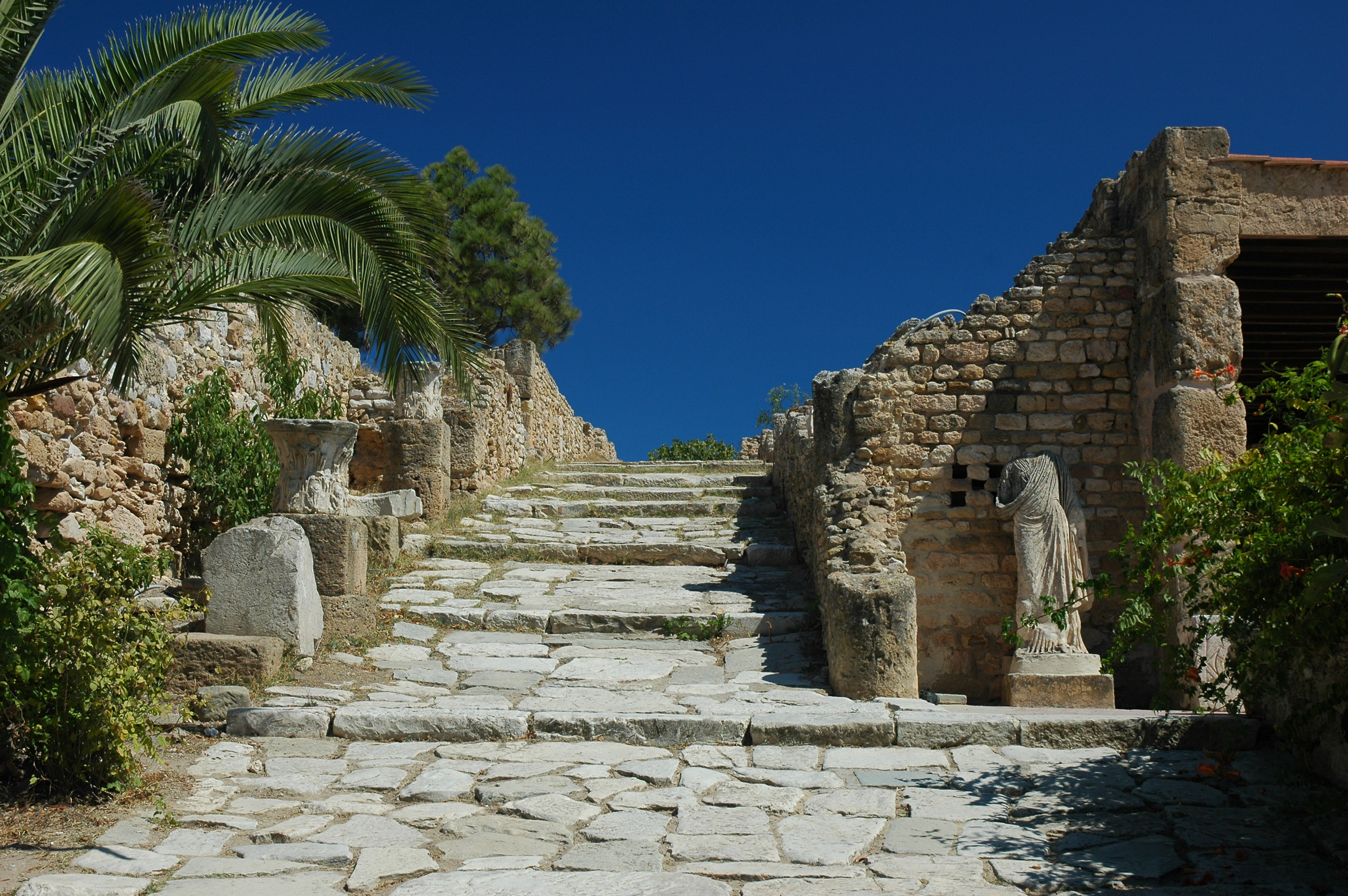
Ruïnes de viles romanes de Cartago.

A causa de les seves bones condicions naturals, els romans, després d'haver-la arrasada i quan ja no hi havia perill de rivalitat, la van restablir com a ciutat marítima. El primer intent de Gai Semproni Grac, l'any 126 aC, va ser efímer, però Juli Cèsar la va reedificar com a colònia romana l'any 46 aC amb el nom de Colonia Iulia Concordia Carthago. La nova ciutat romana va créixer ràpidament, amb aportacions humanes de romans, itàlics, indígenes nord-africans i elements de diversos punts de la Mediterrània, sobretot l'oriental. Va esdevenir la ciutat més important del món romà després de Roma i Alexandria, i el primer port de les províncies africanes occidentals, per on eren exportats els productes agrícoles locals, sobretot blat i oli.
També va ser un centre intel·lectual destacat. L'extensió de la ciutat de l'època imperial a partir d'August ha pogut ser calculada en 262 hectàrees. En resten monuments importants: les termes, el teatre, un gran aqüeducte i vil·les, algunes de les quals decorades amb mosaics notables.
Després de la destrucció de la ciutat va ser prohibit habitar el lloc. Després de passar 25 anys va haver un intent de refundació d'una ciutat, anomenada Colònia Junonia, però només va durar 30 anys i no va prosperar, el lloc va quedar habitat amb petits assentaments. L'enclavament va haver d'esperar fins a l'any 46 aC, en què Juli Cèsar va visitar el lloc durant el transcurs africà de la Segona Guerra Civil de la República de Roma i va decidir que allà havia de construir una ciutat per la seva excel·lent situació estratègica. Octavi, hereu de Cèsar, va fundar la Colònia Julia Cartago en el 29 aC La ciutat va créixer i va prosperar fins a esdevenir la capital de la província romana d'Àfrica, desbancant a Útica. La província d'Àfrica ocupava l'actual Tunísia i la zona costanera de Líbia, i en el futur donaria nom a tot el continent. Aquesta província es va convertir en una de les zones productores de cereals més importants de l'imperi. El seu gran port era vital per a l'exportació de blat africà cap a Roma.
En la seva esplendor durant el domini de Roma la ciutat va arribar a tenir una població de més de 400.000 habitants, convertint-se en la segona ciutat en importància de l'Imperi Romà. Entre els seus grans edificis destacaven el circ, el teatre, l'amfiteatre, l'aqüeducte i, sobretot, les Termes d'Antoní, que eren les més importants després de les de Roma, situades en un lloc privilegiat al costat del mar i de les quals encara es conserven restes. A més a més, se'n coneixen necròpolis com el cementiri dels officiales. Posseïa també una gran i complexa xarxa de clavegueram capaç de subministrar aigua a tota la ciutat.

### Cartago cristiana

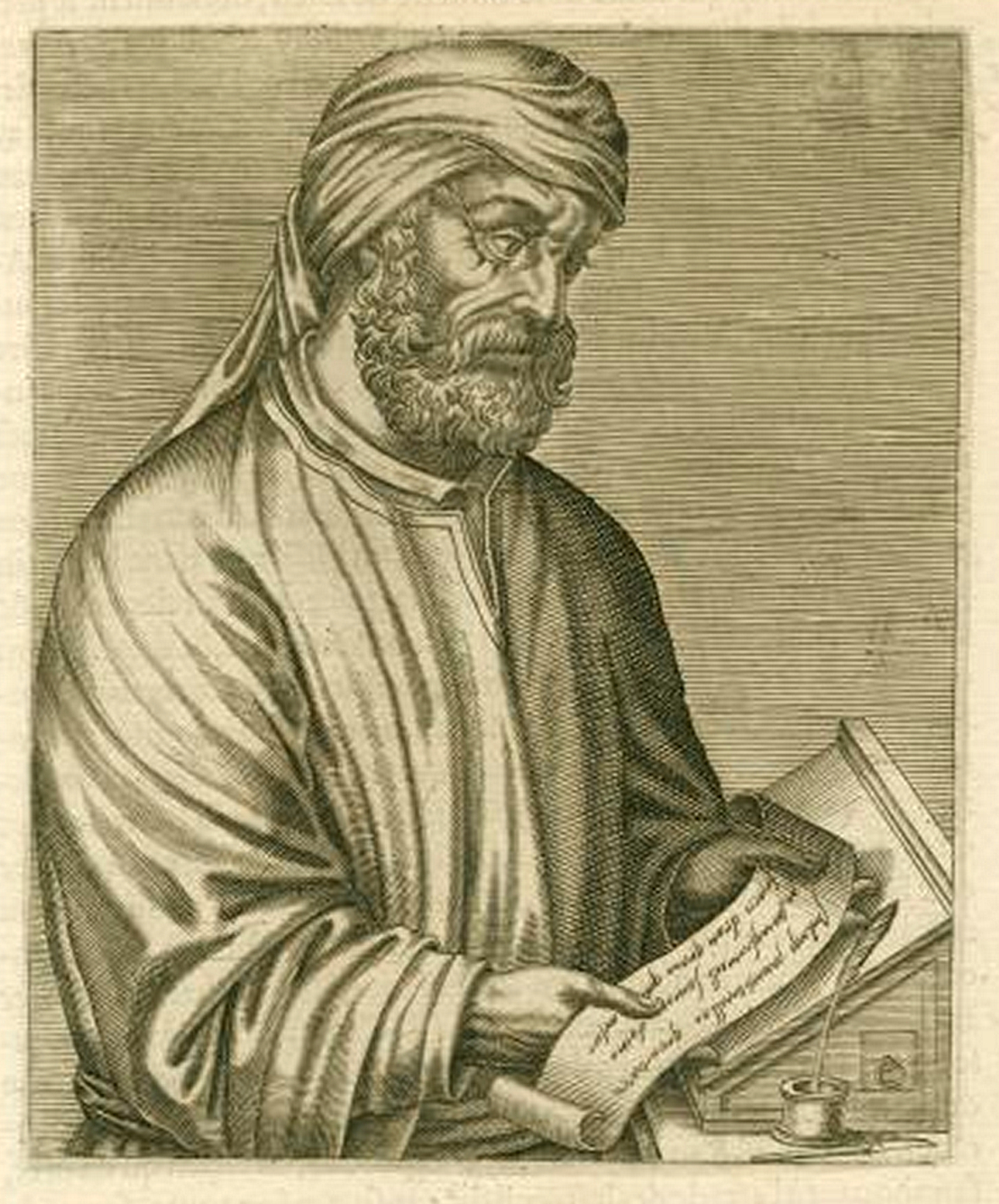
Tertul·lià, un dels pares de l'església, oriünd de Cartago.

Al segle iii el cristianisme va començar a consolidar-se notablement a Cartago. La ciutat comptava amb el seu propi bisbat i es va convertir en un important lloc per a la cristiandat. Diferents figures importants de l'Església primitiva es relacionen amb Cartago: Cebrià de Cartago, que fou el seu bisbe al 248, Tertul·lià, escriptor eclesiàstic que va néixer, va viure i treballar a la ciutat durant la segona meitat del segle ii i els primers anys de la centúria següent, i Sant Agustí, qui va ser bisbe de la propera Hipona durant els últims anys del segle iv i començaments del segle següent. Als segles iv i v, en plena decadència imperial, durant les invasions bàrbares va servir de refugi pels quals fugien d'aquestes. L'any 425 la ciutat va resistir diversos atacs dels vàndals, però finalment va sucumbir en el 439.
A partir del segle ii va tenir un nucli cristià nombrós i important, amb seu episcopal, i es va convertir en un gran centre de difusió del cristianisme. La comunitat va tenir màrtirs famosos, com Felicitat i Perpètua, i es va destacar per la vitalitat intel·lectual dins el moviment patrístic.
Hi van viure Tertul·lià, que n'era originari, i Agustí d'Hipona, entre d'altres. Hi van tenir lloc diversos concilis i sínodes, entre els quals van destacar els presidits pel bisbe Cebrià (248-58), sobre els apòstates, i pel bisbe Aureli (393-430), sobre les heretgies donatista i pelagiana.

## Capital del Regne Vàndal

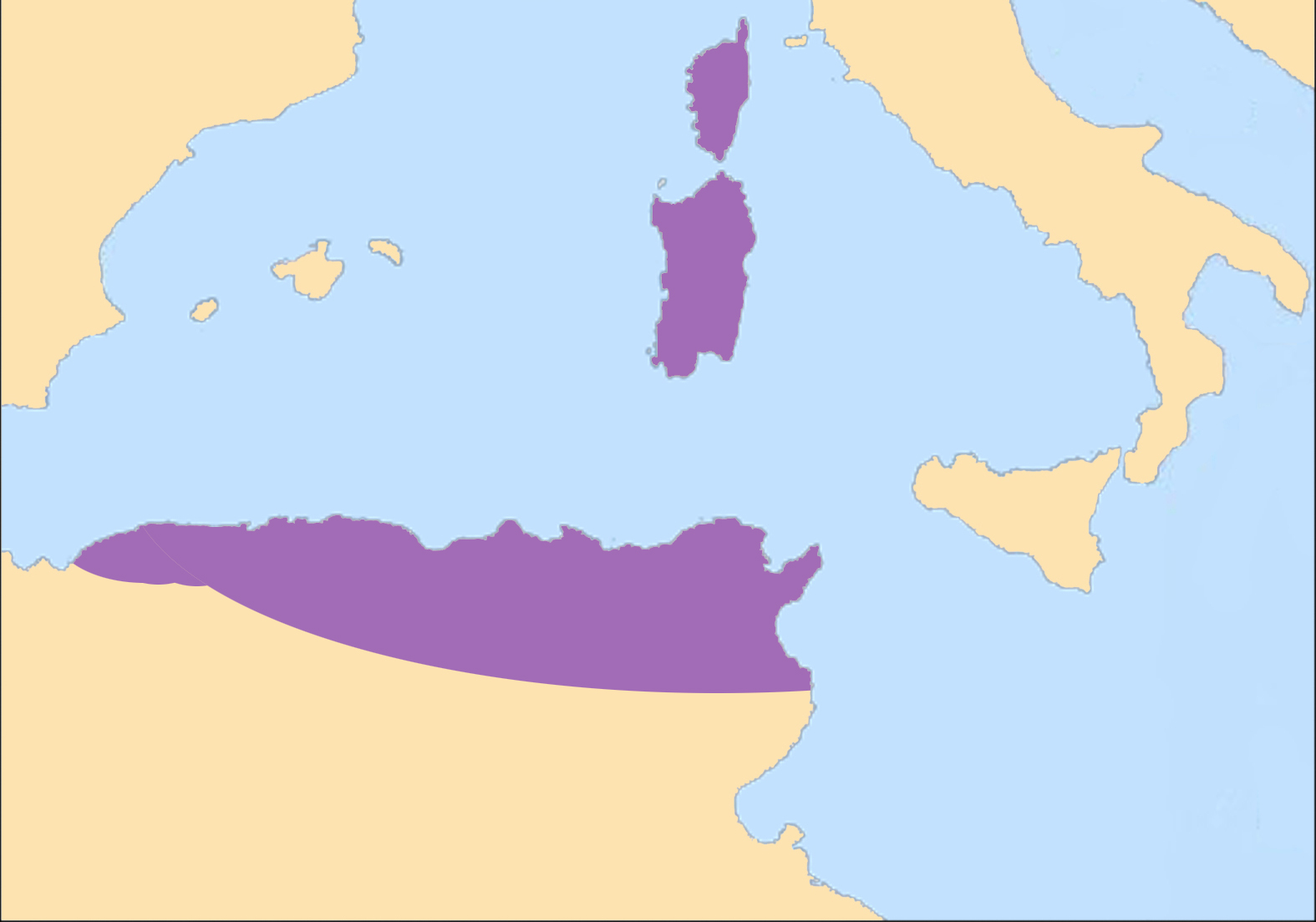
El Regne Vàndal (any 455 dC).

El 439 Cartago va caure en mans dels vàndals i va ser la capital de la monarquia vàndala nord-africana, fins que els romans d'Orient la van conquerir en temps de Justinià I, el 533, en la contraofensiva dirigida per Belisari. Els invasors àrabs van prendre la ciutat el 696 i, després d'una efímera reconquesta, el 698 definitivament. Aviat es va iniciar la decadència i va ser abandonada: Tunis la va substituir com a nucli urbà.
Els vàndals van ser un poble bàrbar que inicialment van conquerir el sud-est d'Hispània, i posteriorment es van desplaçar a Àfrica conquerint Cartago durant el regnat del rei Genseric, i establint-la com la capital d'un nou regne. Una vegada consolidat el mateix, van iniciar una sèrie de campanyes militars en les quals van conquerir les Balears, Còrsega, Sardenya i Sicília, el que els va permetre dominar el mercat de la Mediterrània occidental.
Genseric, el fundador del Regne Vàndal, va posar les bases de l'apogeu d'aquest, però també les de la seva futura decadència. El zenit del seu regnat i del poder vàndal a l'Àfrica i la Mediterrània el va constituir la pau perpètua aconseguida amb Constantinoble a l'estiu del 474, en virtut de la qual es reconeixien la seva sobirania sobre les províncies nord-africanes, les Balears, Sicília, Còrsega i Sardenya. No obstant això, des dels primers moments de la invasió (429-430), Genseric va copejar a la important noblesa senatorial i l'aristocràcia urbana nord-africanes, així com als seus màxims representants en aquests moments, l'episcopat catòlic, duent a terme nombroses confiscacions de propietats i lliurant alguns dels béns eclesiàstics a la rival Església donatista i a la nova Església arriana oficial. Tampoc va poder destruir les bases socials de l'Església catòlica, que es va convertir així en un nucli de permanent oposició política i ideològica al poder vàndal. Respecte del seu propi poble, Genseric va realitzar en el 442 una sagnant purga en les files de la noblesa vàndal-alana. A conseqüència d'això, aquesta noblesa pràcticament va deixar d'existir.
Ràpidament el Regne Vàndal va entrar en decadència. Les lluites internes pel poder i la mala relació amb l'església catòlica, molt assentada a la zona, juntament amb les incursions de tribus amazigues, van afeblir el regne i van facilitar la conquesta pel general romà d'Orient Belisari l'any 534, sobretot després de la important derrota del rei Gelimer el 13 de setembre de 533 en la batalla del Desè Mil·liari davant Belisari.

## Cartago romana d'Orient

Territoris de l'Imperi Romà d'Orient en el segle VII:
Territoris originals de l'Imperi
Territoris conquerits durant el regnat de Justinià I

Després de la reconquesta pels romans d'Orient i la dispersió dels vàndals, Belisari va canviar el nom de la ciutat pel de Colònia Justiniana, en honor de l'emperador Justinià I. En aquests anys l'Imperi Romà d'Orient estava en el zenit del seu poder. Cartago va tornar a ser capital d'una província romana, anomenada aquesta vegada Exarcat d'Àfrica. Els romans d'Orient, en els moments més baixos de les guerres contra Pèrsia, van estar a punt de perdre Constantinoble, el llavors emperador, Heracli, va considerar la possibilitat de traslladar a Cartago la capital imperial el 618. L'any 647 Gregori, exarca de Cartago, després d'haver perdut la connexió terrestre per l'avanç de l'islam, es va declarar independent de Constantinoble.
Durant el govern de l'exarca Gregori Cartago va deixar de ser capital de l'exarcat. Durant el seu mandat es va iniciar la ràpida expansió de l'islam. L'any 641 van caure sota domini de l'islam les importants i mil·lenàries ciutats d'Alexandria, Damasc i Jerusalem. L'expansió de l'islam resultava impressionant. Les fronteres de Donar al-Islam en breu temps es van trobar a la rodalia de Cartago, i amenaçava d'expandir-se sobre aquesta. L'exarca Gregori va reclutar i va liderar un exèrcit format principalment pels amazics autòctons, va aconseguir plantar cara als musulmans l'any 647, que encara no tenien un excessiu interès per la zona. Durant aquests anys la ciutat de Cartago havia tornat a recuperar certa esplendor a causa de la multitud de refugiats de Palestina, Egipte i Síria que havien fugit de les matances provocades pels musulmans.
Gregori va morir en aquest mateix any 647, Cartago va tornar a ser capital de l'Exarcat, i es va restaurar la dependència de Constantinoble. Durant cinquanta anys l'expansió de l'islam va ser frenat. Els musulmans, l'any 670, van fundar la ciutat de Kairuan, a l'actual Tunísia, que va ser conquerida breument pels romans d'Orient. Durant aquest temps les tribus amazigues es van anar islamitzant, en part per iniciativa dels líders musulmans, el que va augmentar el poder de l'islam a la zona. Finalment, els musulmans van iniciar un setge sobre Cartago, en la defensa de la ciutat va participar un gran contingent de visigots, enviats pel seu rei per protegir l'exarcat, amb la intenció de mantenir allunyada la marea islàmica dels seus dominis. Però la ciutat va ser presa l'any 698.
L'Imperi Romà d'Orient va reconquerir la ciutat durant breu temps, però va ser l'última vegada que la ciutat va estar sota poder cristià. En el 705 un atac musulmà va devastar la ciutat reduint-la a cendres i massacrant a tots els seus habitants, com va succeir segles enrere.

## Ruïnes de Cartago

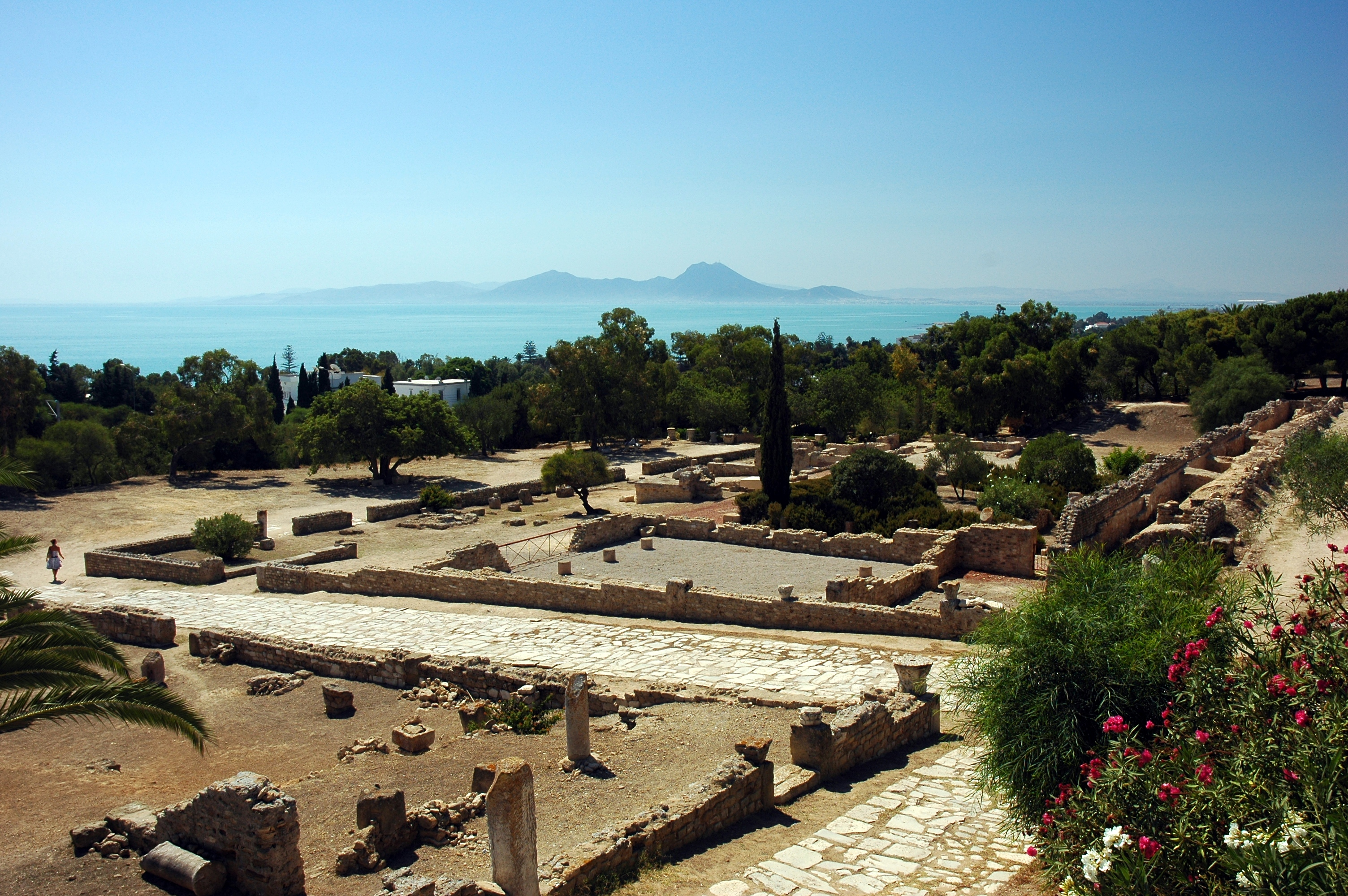
Ruïnes de Cartago.

La ciutat estava dotada d'unes muralles de les quals és difícil reconstruir el traçat. Després de la destrucció de la ciutat el 146 aC, quan fou reconstruïda no va tenir muralles, i va romandre així fins al 424 dC, en què es va decidir de fortificar-la davant l'increment dels atacs amazics i el perill dels bàrbars. Aquesta muralla encara es conserva en part.
Cartago tenia un doble port a la península mateix, protegit per una illa anomenada Cothon que va donar nom al port. Una part del port fou utilitzada després per la colònia romana i va portar el nom de Mandracion o Portus Mandracius. La ciutadella o Birsa no era gaire lluny, i seguia el fòrum i els carrers ascendents (sota domini romà, el principal era la Via Salutaris), que es dirigien cap a allò que sota domini francès fou el turó de Sant Lluís, al cim del qual hi ha una capella dedicada al rei Lluís IX de França. Antigament dalt del turó hi havia el temple d'Esmun o d'Esculapi, on de vegades es reunia el senat. A la ciutat hi havia diversos temples dedicats als déus púnics i, més tard, romans. A l'oest hi havia uns banys (les Thermae Gargilianae; les principals, les d'Antoní, eren situades prop del mar), un circ i un amfiteatre. L'aqüeducte venia des del Jabal Zaghwan i no se sap si fou inicialment púnic o bé no es va construir fins al període romà. També tenia un teatre. Les restes d'un majestuós edifici (el més gran de la ciutat) que no s'ha pogut identificar podrien ser un temple dedicat a Celestis. No gaire lluny de la ciutat, al nord-oest, es va fundar un establiment que es va dir Neàpolis i que va esdevenir el suburbi de Megara, Magar o Magàlia, que podria ser l'actual al-Mersa.
El jaciment arqueològic de Cartago, amb les restes que queden actualment, totes del període romà, fou declarat Patrimoni de la Humanitat per la UNESCO el 1979. El formen els següents elements principals:

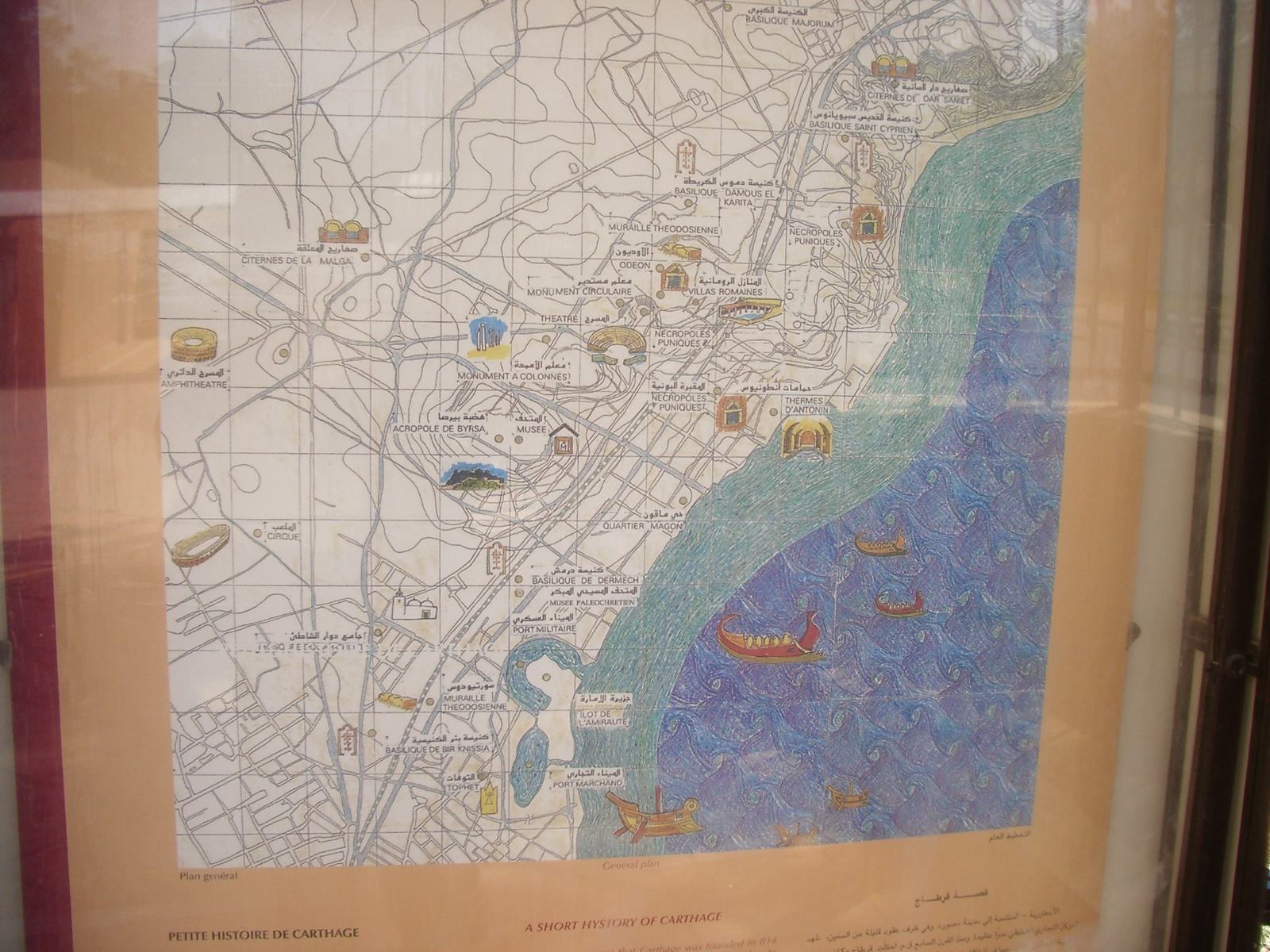
Mapa del jaciment arqueològic de Cartago

- El turó de Birsa
- Les termes d'Antoní
- El barri Magó
- El barri púnic (fòrum)
- Les vil·les romanes
- El teatre
- L'amfiteatre
- L'odèon
- El Tofet de Salambó
- Els ports púnics
- Les cisternes de la Malga
- La basílica de Damous El Karita
- La basílica de Mcidfa
- El monument circular
- La necròpoli

## Ports de Cartago

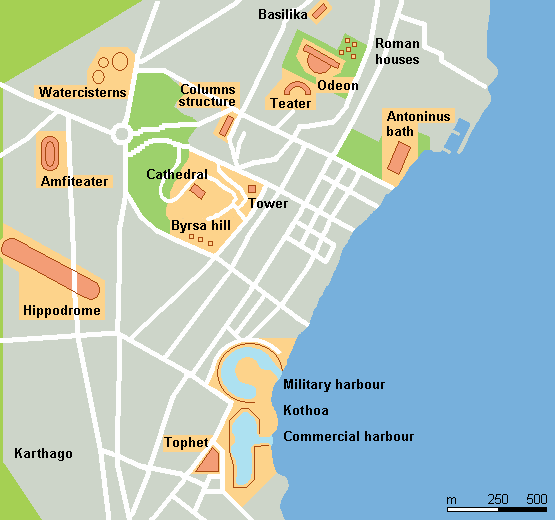
La Cartago romana amb els dos ports de la ciutat.

La ciutat de Cartago posseïa dos  grans ports, el comercial i el militar, que li van permetre dominar militar i comercialment el  Mediterrani occidental. L'accés als ports des del mar venia facilitat per una entrada d'uns 21 m d'ample, que en cas de necessitat era tancada amb una cadena de ferro. Els dos ports estaven units per un estret canal navegable. Van ser construïts artificialment, en el que va ser una gran obra d'enginyeria, admirats i envejats, i sent els més famosos de l'antiguitat.
El port civil era de forma rectangular. Allà fondejaven les naus comercials, que majoritàriament importaven garum, blat, porpra, ivori, or, estany i esclaus de les factories, de les colònies i de les explotacions agrícoles creades en nombrosos enclavaments costaners al llarg de la Mediterrània. Les exportacions a altres ciutats, colònies o pobles costaners nadius de les costes del Mediterrani occidental van ser mercaderies manufacturades, vidres, ceràmica, objectes de bronze o ferro, i teixits de porpra.
El port militar era de forma rodona i albergava al seu interior una illa artificial també circular. L'illa era la seu de l'Almirall, i el seu accés era restringit. El port militar segons les fonts clàssiques podia albergar 220 vaixells de guerra, i sobre els hangars es van aixecar magatzems per als aparells. Davant de cada rada s'elevaven dos columnes jòniques, que dotaven a la circumferència del port i de l'illa l'aspecte de pòrtic. Les restes arqueològiques descobertes han permès extrapolar la capacitat d'acollida del lloc: 30 dics a l'illa de l'almirall i de 135-140 dics en tot el perímetre. En total, de 160-170 dics, podien albergar tants vaixells de guerra com han estat identificats.
Per sota dels dics de la dàrsena se situaven els espais d'emmagatzematge. S'ha suposat que en cada dic podien tenir cabuda dues files de vaixells. Enmig de l'illot circular, hi havia un espai a cel obert, al costat del qual s'aixecava una torre. Els dics podien tenir sobretot la funció de drassana naval.

## Administració
Com a delegació o mutamadiyya, duu el codi geogràfic 11 51 (ISO 3166-2:TN-12) i està dividida en sis sectors o imades:
- Sidi Bou Saïd (11 51 51)
- Amilcar (11 51 52)
- Carthage Byrsa (11 51 53)
- Carthage Plage (11 51 54)
- Le Jasmin (11 51 55)
- Cité Mohamed Ali (11 51 56)

Al mateix temps, forma una municipalitat o baladiyya (codi geogràfic 11 15), dividida en dues circumscripcions o dàïres:
- Carthage (11 15 11)
- Carthage Mohamed Ali et El Yasmina (11 15 12)

### Alcaldes
- Béchir Ibn Abi Dhiaf (maig de 1957 - octubre de 1957)
- Ali Hafaidh (octubre de 1957 - maig de 1963)
- Chedly Klibi (maig de 1963 - març de 1990)
- Mohamed Moncef Kaouach (1990 - 1991)
- Mohamed Tounsi (1991 - 1992)
- Taïeb Sahbani (octubre de 1992 - maig de 1995)
- Foued M'bazâa (maig de 1995 - novembre de 1998)
- Hedi Magroun (novembre de 1998 - juny de 1999)
- Abdelmajid Chatti (novembre de 1999 - maig de 2000)
- Mohamed Béchir Haddad (maig de 2000 - agost de 2003)
- Slaheddine Lansari (setembre - octubre de 2003)
- Sami Tarzi (després de l'octubre de 2003)